# Heubaum (Gerät)

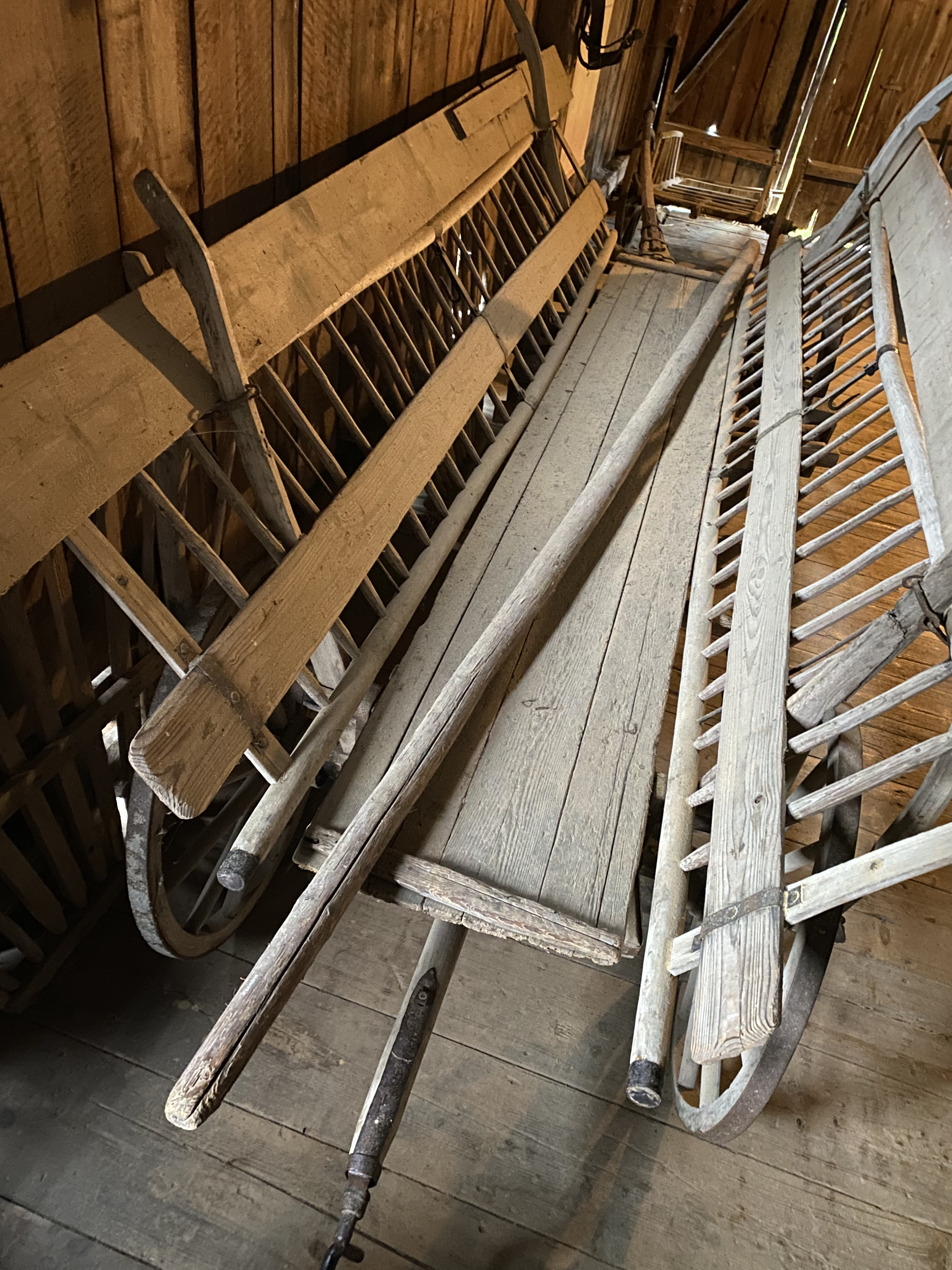
Heubaum, abgelegt auf einem Leiterwagen

Der Heubaum oder „Bindebaum“ ist ein langes Rundholz, das zum Niederbinden einer aufgerichteten Ladung Heu auf einem Leiterwagen dient. Mundartlich belegt sind u. a. die landschaftlichen Varianten „Wiasbam“ „Wissbam“, „Wissebaum“ und „Wischbam“. Hochsprachlich haben sich „Wiesbaum“ und „Wiesebaum“ eingeführt.

## Beschreibung
Der Heubaum ist eine schlanke, biegesteife und bruchfeste Stange aus Fichten- oder Tannenholz von einem Stamm im jungen Aufwuchs, zumeist von den Bauern selbst entrindet und abgelängt. Wagner verwenden Linden-, Pappel- oder Birkenholz. Die Länge der Stange ist so bemessen, dass sie über die Brücke und die Leiternholme des Heuwagens deutlich hinausreicht.
Der Heubaum wird nach dem Beladen des Wagens zunächst vorne mit einem Seil in einem Dreiecksverbund an die Holme der Leitern herabgebunden. Dann wird das Rundholz hinten mit einem zweiten Seil straff herabgezogen und gewöhnlich mit einer leicht wieder lösbaren Achterschlinge (entsprechend dem klassischen Webeleinenstek) an den oberen Holmen der Leitern oder am Vorkopf der Langwied befestigt.